# Shorouk Air
Die Fluggesellschaft Shorouk Air (auch Shorouq Air) entstand im September 1992 als Joint-Venture von Egypt Air und Kuwait Airways. Basis- und Wartungsbetrieb erfolgte in Kairo.
Der Flugbetrieb wurde im Jahr 2003 eingestellt.

## Geschichte
1992 wurden Charterflüge von Westeuropa nach Ägypten aufgenommen, ebenso Linienflüge in die Region Naher Osten. Wegen schlecht gehender Geschäfte wurden die bestellten Boeing 757, die für Frachtflüge für Kuwait Airways vorgesehen waren, später abbestellt. Zwei Airbus A320 wurden im Frühjahr 1994 an Oasis Airlines bzw. Trans Alsace vermietet. Von Oasis kehrte die Maschine wieder zurück und ging später an die türkische Onur Air. Die zweite A320 wurde inzwischen an Albanian Airlines vermietet. Im Oktober 1999 und November 1999 wurden zwei weitere A320 angemietet bzw. geleast.
Shorouk Air flog Subcharter für Air Sinai und Egypt Air. Während der Haddsch-Zeit wurden besonders viele Flüge nach Dschidda durchgeführt.
Im Jahr 2003 wurde die Fluggesellschaft aufgelöst. Die Verluste hatten zu dieser Zeit bereits 61 Millionen Dollar erreicht und die Zusammenarbeit war mittlerweile von Anschuldigungen über wirtschaftliche Ausbeutung und vernachlässigter Führung geprägt. Der Vorsitzende der Egypt Air Atef Abdel-Hamid erklärte der Presse aus Anlass der Auflösung, dass schon die internen Betriebskosten den Erlös bereits weit überschritten hatten. Die Strecken wurden von der – gleichzeitig mit der Auflösung neugegründeten – Air Cairo übernommen.

## Flugziele
- Naher Osten
- Dschidda
- auch Charterflüge nach Westeuropa